# أ. جاي كوشران
أ. جاي كوشران (بالإنجليزية: A. J. Cochran)‏ هو لاعب كرة قدم أمريكي في مركز الدفاع، ولد في 9 فبراير 1993 في سانت لويس في الولايات المتحدة. شارك مع منتخب الولايات المتحدة تحت 23 سنة لكرة القدم. أما مع النوادي، فقد لعب مع تشارلستون بيتري وفينيكس راسينغ ونادي سانت لويس وهيوستن دينامو.

## وصلات خارجية
- أ. جاي كوشران على موقع الدوري الأمريكي (الإنجليزية)
- أ. جاي كوشران على موقع قاعدة بيانات كرة القدم.إي يو (الإنجليزية)
- أ. جاي كوشران على موقع Soccerway.com (الإنجليزية)
- أ. جاي كوشران على موقع AS.com (الإسبانية)